# Marx Brothers
Marx Brothers var en amerikansk komikergruppe, der i karrierens start fra 1910'erne optrådte på teatre og kabareter, og som fra slutningen af årtiet opnåede verdensberømmelse ved at overføre succesen til film.

## Baggrund
Komikergruppen Marx Brothers voksede op i kvarteret Yorkville i New York Citys Upper East Side, et ghettoområde, der på tidspunktet var et irsk, tysk og italiensk kvarter.
Gruppen var sønnerne af Miene Schönberg Marx og Samuel Marx, der begge var fattige jødiske indvandrere fra forholdsvis Østfrisland og Frankrig. Faderen arbejdede som skrædder, indtil hans sønner fandt succes i deres komedieprojekter. Moderen tog da ansvaret for gruppens management og fungerede i den rolle indtil sin død i 1929.

## Brødrene
I alt fem brødre indgik i teatertiden i gruppen, men kun de tre af brødrene var med under hele filmkarrieren.
De centrale medlemmer:
- Groucho Marx
- Chico Marx
- Harpo Marx

De øvrige medlemmer:
- Zeppo Marx – deltog i begrænset omfang i de første fem film
- Gummo Marx – forlod gruppen allerede før 1920

## Beskrivelse
I de fleste af gruppens film spiller brødrene ret faste roller:
- Groucho er den storsnakkende, dominerende og ret kyniske charlatan
- Chico er den italiensk-amerikanske småsvindler med et hjerte af guld
- Harpo er den umælende, naive klovn
- Zeppo er den pæne unge førsteelsker

Tilsvarende har brødrene en række fysiske kendetegn:
- Groucho med markante øjenbryn og moustache, stor cigar og en lav gangart
- Chico med den klovneagtige filthat
- Harpo med det krøllede, lyse hår og vagabondkostumet

Faste indslag i næsten alle film er:
- Groucho forfører den rige enlige kvinde (ofte spillet af Margaret Dumont)
- Chico "falder over" et klaver eller flygel og giver et nummer med ækvilibristisk fingerspil
- Harpo "falder over" en harpe og giver tilsvarende et nummer
- En scene med Groucho og Chico, der gensidig forsøger at fuppe hinanden
- En sød ung kvinde og hendes kæreste (ofte Zeppo), der skal gennem en del problemer, inden de får hinanden i slutningen
- Samt gags og oneliners i rigeligt omfang

## Film
Liste af film hvor mindst en af brødrene optræder:
- Humor Risk (1921 - første film, men aldrig udgivet og gået tabt, undtagent et brudstykke.)
- Too Many Kisses (1925 - stumfilmskomedie)
- Hotel Kokosnød (The Cocoanuts) (1929)
- Det tossede hus (Animal Crackers) (1930)
- The House That Shadows Built (1931)
- Monkey Business (1931)
- Fulde af fup (?) (1931)
- Halløj på universitetet (Horse Feathers) (1932)
- En tosset diktator (Duck Soup) (1933)
- Halløj i operaen (A Night at the Opera) (1935)
- En dag på galopbanen (A Day at the Races) (1937)
- Panik i hotellet (Room Service) (1938)
- En dag i cirkus (At the Circus) (1939)
- Sæt dampen op! (Go West) (1940)
- Ballade i butikken (The Big Store) (1941)
- Stage Door Canteen (1943)
- En nat i Casablanca (A Night in Casablanca) (1946)
- Copacabana (1947)
- Sardinmysteriet (Love Happy) (1949)
- Mr. Music (1951)
- Double Dynamite (1951)
- A Girl in Every Port (1952)
- Will Success Spoil Rock Hunter? (1957)
- The Story of Mankind (1957)
- The Incredible Jewel Robbery (1959)
- The Mikado (1960)
- Skidoo (1968)